# Hermanas de la Orden de San Basilio Magno
La Congregación de Hermanas de la Orden de San Basilio Magno (oficialmente en latín Ordo Sancti Basilii Magni) es una congregación religiosa católica femenina, de rito bizantino, de vida apostólica y de derecho pontificio. Sus orígenes se remontan a los primeros monasterios fundados por Macrina, hermana de Basilio de Cesarea, hacia el siglo IV en el Ponto (actual Turquía). A las religiosas de este instituto se las conoce como basilianas y posponen a sus nombres las siglas O.S.B.M.

## Historia

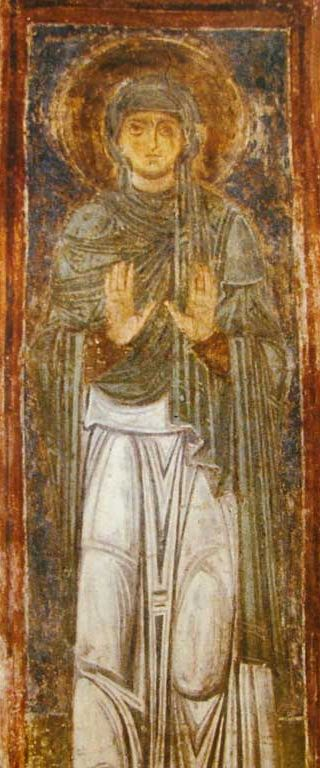
Según la tradición Macrina la Joven, junto con su hermano Basilio Magno, fue la iniciadora de las primeras monjas basilianas.

Los orígenes de la monjas basilianas se remontan al siglo IV, cuando Macrina, hermana de Basilio Magno, funda, con ayuda de su hermano, el primer monasterio femenino bajo la Regla de san Basilio. Luego del bautismo de Vladimiro I de Kiev, en 988, se fundaron numerosos monasterios bajo dicha regla en los territorios de su reino.  Los cuales entraron a formar parte de la tradición ortodoxa, luego del Cisma de Oriente. Cuando la Iglesia ruteno-ucraniana regresó a la comunión con el obispo de Roma (1646), estos monasterios se adhirieron al catolicismo. En 1729, durante el Sínodo de Zamość, se redactaron normas uniformes para todas las comunidades basilianas de Ucrania y Bielorrusia.
Con las supresiones de los monasterios en Polonia y los territorios ucranianos que hacían parte de ella, la mayoría de los monasterios de basilianas fueron secularizados y las religiosas dispersas, al punto que, entrando el siglo XIX, solo quedaban dos monasterios, el de Slovita y el de Javorov. En 1909, el metropolita Andrej Szeptycki dio a las basilianas unas nuevas constituciones y un gran impulso a la fundación de nuevos monasterios en los territorios de Galitzia, Ucrania, Yugoslavia, Checoslovaquia y Hungría. Más tarde se establecieron en los Estados Unidos (1911) y Argentina (1939), para la atención de los inmigrantes ucranianos. Nuevamente, la mayoría de los monasterios europeos fueron suprimidos con la invasión soviética. De estos sobrevivieron solo 6 en Yugoslavia y 3 en Polonia. El 2 de junio de 1951, todas las comunidades femeninas basilianas fueron unificadas con la aprobación de la Congregación para las Iglesias Orientales, constituyéndose en un instituto religioso de derecho pontificio.

## Organización
La Congregación de Hermanas de la Orden de San Basilio Magno es un instituto religioso centralizado, cuyo gobierno es ejercido por una superiora general, elegida para un periodo de ocho años. En el gobierno es coadyuvada por un consejo general. Además, para una mejor administración, se divide en provincias, cada una gobernada por una superiora provincial y sus respectivos consejos.
Las basilias se constituyen en la rama femenina de la Orden Basiliana de San Josafat, viven según la Regla de san Basilio y se dedican a la educación de la juventud femenina y a la atención de inmigrantes de rito bizantino ruteno. A pesar de estar abiertas a estas actividades pastorales, las religiosas tienen la obligación de mantener al menos un monasterio de clausura en cada una de las provincias. En 2015, eran unas 510 religiosas en 72 monasterios, presentes en: Argentina, Australia, Brasil, Croacia, Eslovaquia, Estados Unidos, Hungría, Italia, Polonia, Rumanía y Ucrania.